# Castelo de Pavone Canavese
O Castelo de Pavone Canavese (em italiano:  Castello di Pavone Canavese) é um castelo localizado em Pavone Canavese na Itália.

## História
O castelo foi originalmente construído entre os séculos IX e XI. Em 1888, o castelo começou a passar por obras de restauração sob a direção do arquiteto Alfredo d'Andrade, que foram posteriormente concluídas, após a sua morte, por seu filho Ruy d'Andrade.
Em 1981, o castelo foi declarado monumento nacional.

## Galeria

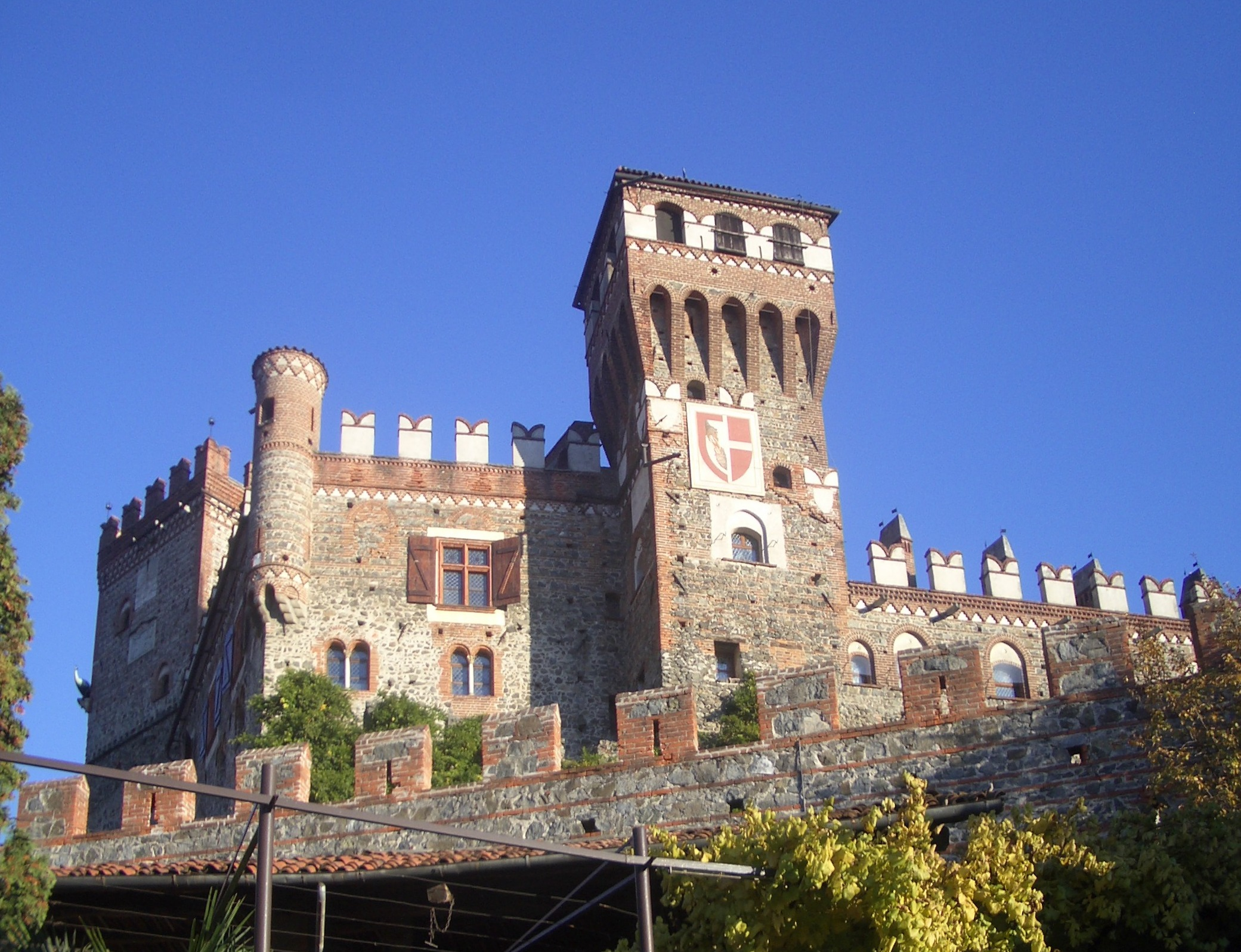
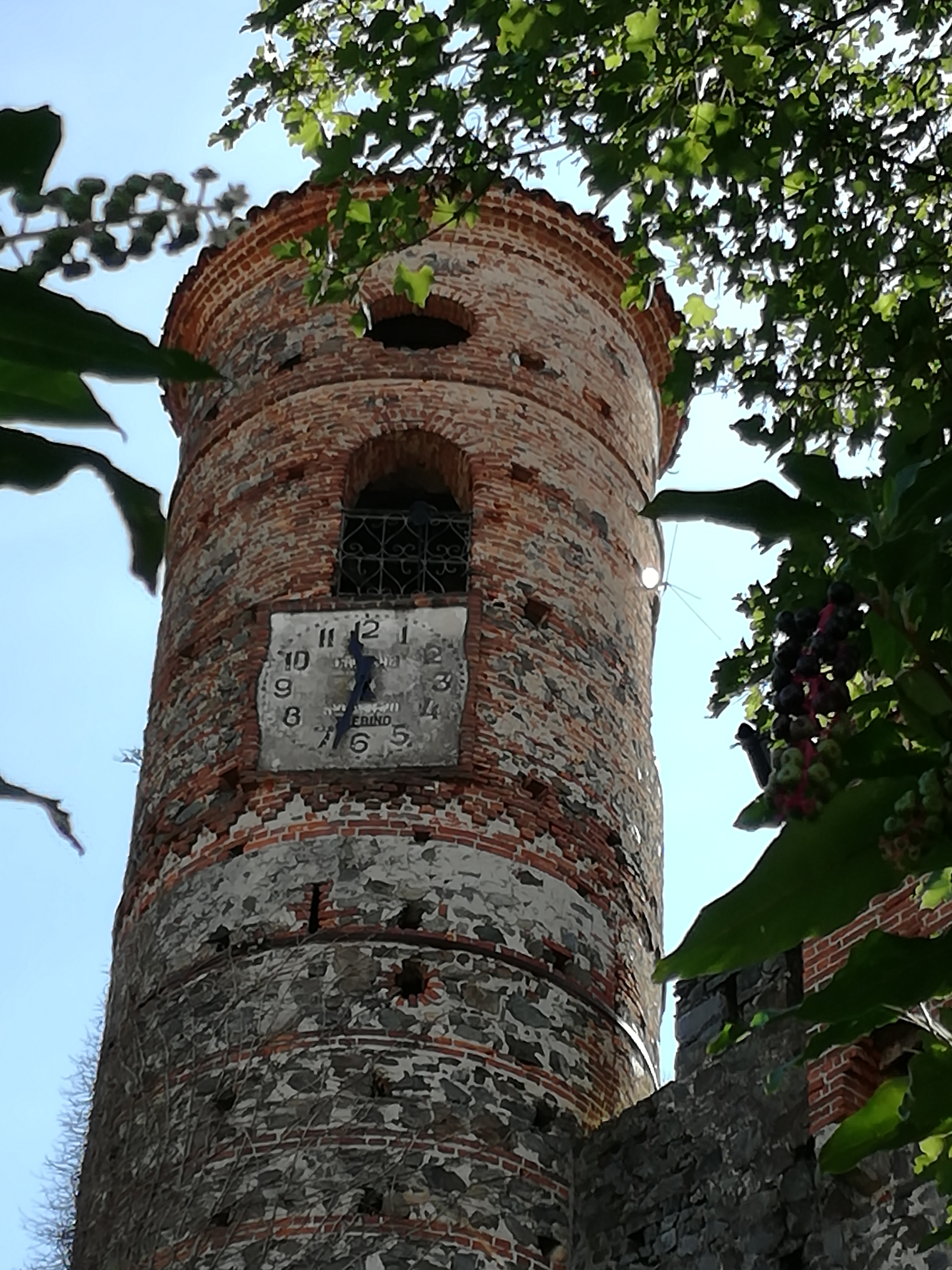
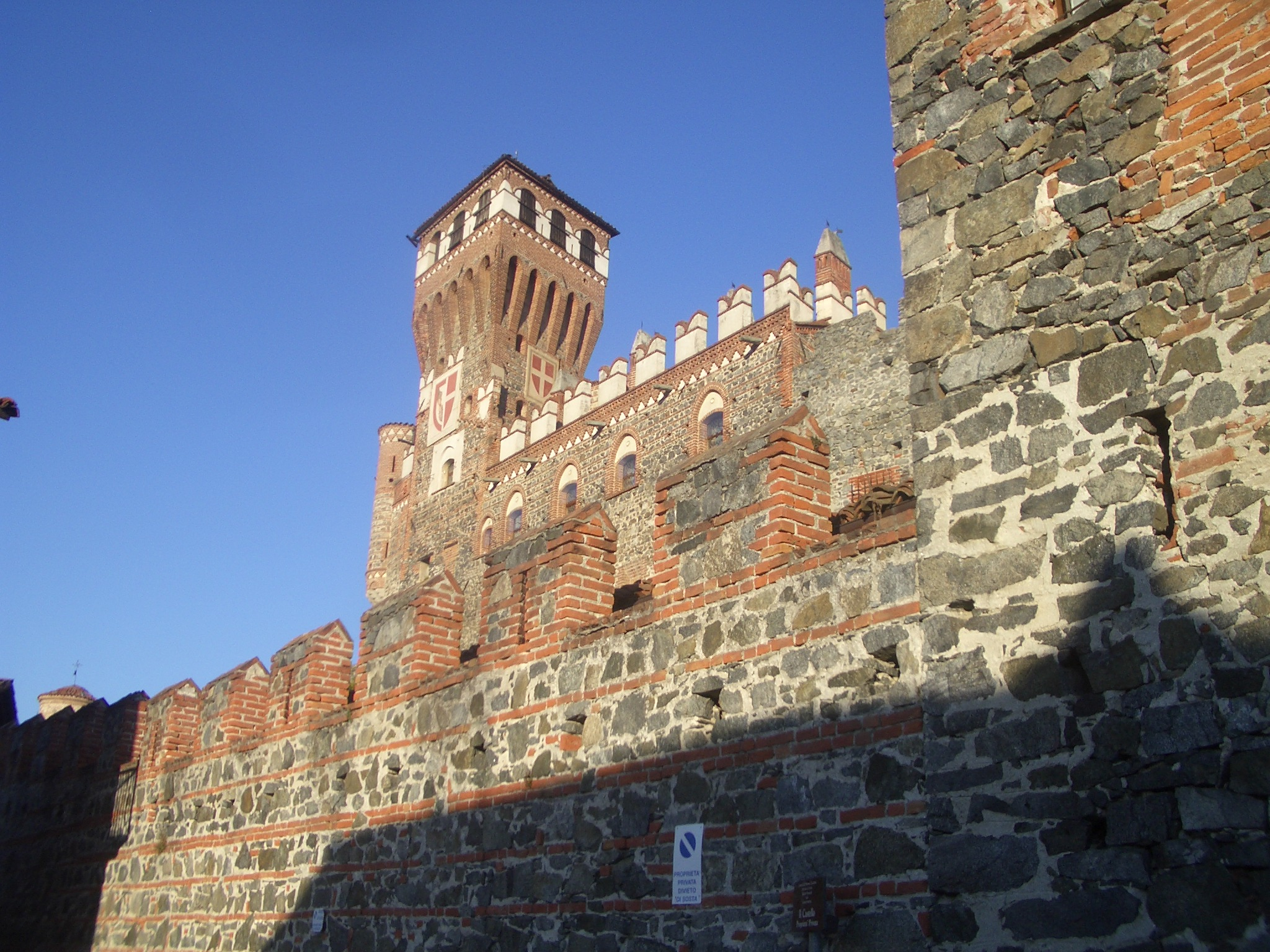